# Julie Ege
Julie Ege (nome de batismo:Julie Dzuli; Sandnes, 12 de novembro de 1943 – Oslo, 29 de abril de 2008) foi uma modelo, atriz  e sex symbol norueguesa.
Começou a carreira de modelo aos 15 anos sendo bastante requisitada para trabalhar em propaganda, o que a levou a querer trabalhar no meio artístico. Eleita Miss Noruega aos 18 anos, representou o país no Miss Universo 1962 sem entretanto conseguir classificação. Nos anos seguintes, estudou na Universidade de Oslo formando-se em História e decidiu tentar carreira no cinema. Depois de estrear nas telas num filme de baixo custo chamado Stompa til sjøs, mudou-se da Escandinávia para a Inglaterra em 1967 para aperfeiçoar seu inglês e tentar uma carreira artística de maior projeção internacional.
Dois meses depois de chegar em Londres posou nua para a revista Penthouse o que a levou a conseguir um pequeno papel no filme  007 A Serviço Secreto de Sua Majestade (1969) o único com George Lazenby no papel de James Bond, como um das garotas da clínica do vilão – a "Garota Escandinava". A partir daí, passou a fazer filmes-B eróticos de horror da Hammer e comédias britânicas apimentadas, tornando-se o grande símbolo sexual escandinavo do inicio dos anos 70 ao lado da sueca Britt Ekland, com sua figura impressa sempre com pouca roupa em centenas de posters e calendários sensuais pela Europa. Sua beleza física fazia tanto sucesso que as fotos de divulgação usadas nas críticas de jornal do filme Every Home Should Have One (1970), onde ela teve apenas um pequeno papel, e cujos atores principais eram Marty Feldman e Judy Cornwell, eram suas.
Em 1970 já era divorciada duas vezes, de um militar norueguês e de um dentista britânico; durante os cinco anos seguintes de permanência em Londres foi companheira de Tony Bramwell, ex-assistente dos Beatles e promotor de filmes e discos. 
Em 1975, aos 32 anos, ela abandonou o meio artístico voltando para a Noruega, onde se qualificou como enfermeira, profissão que exerceu até o último período da vida. Morreu aos 64 anos em Oslo depois de diagnosticada com câncer de pulmão e câncer de mama, deixando duas filhas de seus casamentos.